# سای دوشیزه
سای دوشیزه یک ستاره است که در صورت فلکی دوشیزه قرار دارد.